# FN CAL
FN CAL（Carabine Automatique Légère）は、ベルギーのファブリック・ナショナル社（FN）が生産していたアサルトライフル。同社が設計した最初の5.56mm小銃で、その名称は「軽量自動カービン」を意味する。

## 概要
1960年代、5.56x45mm NATO弾の採用に端を発する小口径化の動きに対応するべく、FALの後継機種として設計された。
FALをスケールダウンさせたような外見を持ち、FAL同様のショートストローク方式のガスピストンを備えているが、閉鎖機構としてティルティング・ボルトを採用していたFALに対して、CALではロータリング・ボルトを採用するなど、内部構造には差異がある。初期型ではフルオートとセミオートに加え、三点バースト射撃を行うことも可能だった。ストックは固定式と折りたたみ式が存在する。
プレス加工や鋳造を多用し、精密な部品の使用を控えるなど、FALと比べ低コスト化が図られていたが、それでもなお競合するライフルと比べ複雑・高価な傾向があった。また、強度にも問題があり、トライアル中に事故を起こしてしまった。その事故を重大だととらえたFN社は製造を中止した。
その後、CALの設計に改良を加えたものがFNCとして発表されている。

## 使用国
- ベルギー[1]
- コンゴ民主共和国[1]
- ガボン[1]
- クウェート[1]
- レバノン[1]